# Ivan Donchev
Ivan Donchev (Burgas, 11 agosto 1981) è un pianista bulgaro.
Ha intrapreso i suoi studi con Julia Nenova presso la Scuola Nazionale di Burgas e successivamente, dal 2007 al 2013, ha studiato sotto la guida di Aldo Ciccolini.
Ha debuttato come solista a 9 anni con un programma di Bach, Beethoven, Czerny, Haydn e Berkovich. A 12 anni il debutto con l'Orchestra Filarmonica di Burgas con il Concerto in Re maggiore di Haydn.
A 16 anni ha vinto Primo Premio al Concorso Internazionale di Musica Austro-Tedesca di Burgas e il Grand Prix  “Frideryk Chopin” -assegnatogli dalla Società Chopin di Darmstadt - al II Concorso Internazionale “Carl Filtsch” di Sibiu. In seguito il debutto sulla scena internazionale, con l'esordio alla Gasteig Saall di Monaco di Baviera e una serie di concerti successivi in Germania. Nel 2008 ha vinto il XVIII Concorso Società Umanitaria di Milano, ex aequo con Federico Colli (tra i premiati è presente anche Beatrice Rana).
Tra le attività più significative spiccano i concerti per il Seiler Klavierfestival a Kitzingen (2002) e al Festival de Radio France a Montpellier (2009), il recital alla Sala Verdi del Conservatorio di Milano per la Società dei Concerti (2009), il concerto di duo pianistico con Aldo Ciccolini al Festival de Fenetrange in Francia (2011),  i due concerti con programmi beethoveniani al 58º Festival dei Due Mondi a Spoleto e l'esordio statunitense alla Merkin Hall di New York con il Concerto n. 5 di Beethoven (2015).
Nel 2010 ha tenuto corsi di perfezionamento pianistico in Giappone. Nel 2012 ha debuttato in Corea del Sud con il Concerto in la minore di Grieg. Tra il 2012 e il 2014 ha effettuato tre tournée in Corea del Sud dove ha suonato nelle principali città del paese, sia in recital che con l'orchestra. 
Ha suonato con la New York Festival Orchestra, la Filarmonica di Burgas, la Kronstadt Philharmoniker, la Filarmonica Marchigiana, l’Orchestra Sinfonica di Bari, l’Orchestra ICO della Magna Grecia, l’Orchestra da camera Fiorentina, la Pazardzhik Symphony Orchestra, la Jeonju Philharmonic.
Ha collaborato con noti direttori d’orchestra, tra i quali Daniel Schweizer, David Crescenzi,  Anton Shaburov, Guem No-Sang, Yordan Dafov, Ivan Kojuharov, Grigor Palikarov, Stefano Trasimeni, Piero Romano, Giuseppe Lanzetta, Luigi Di Fornzo, Il Ko Lee.
Ha inciso il terzo concerto per pianoforte e orchestra di Čajkovskij e, in prima mondiale, il Quadro sinfonico concertante per pianoforte e orchestra di Vito Palumbo, a lui dedicato, per RAI Trade (2007). Nel 2011 ha realizzato l’integrale delle Armonie Poetiche e Religiose di Liszt per Sheva Collection. Nel 2013 ha inciso con il violinista Ivo Stankov alcune sonate di Beethoven, ricevendo il five stars awards dalla rivista britannica Musical Opinion.
Nel 2016 ha eseguito il Concerto n. 3 di S. Rachmaninov a Ekaterinburg con la trasmissione in diretta dalla Uralfest TV.

## Discografia
- CD Gega New (2017) Ivan Donchev. Live in Montpellier.
- CD Gega New (2014) Beethoven: Sonatas for Violin and Piano Nos. 4, 5, 8.
- CD Sheva Collection (2011) Liszt: Deux Légendes - Harmonies poétiques et religieuses.
- CD Rai Trade (2007) Tchaikovsky: Concerto per pianoforte n.3 op 75; Palumbo: Quadro sinfonico concertante per piano e orchestra. Orchestra sinfonica di Oradea - Stefano Trasimeni, direttore.